# دبليو ثري سكولز

##### نص العنوان
دبليو ثري سكولز (بالإنجليزية: W3Schools)‏ هو موقع علمي على الإنترنت لتعليم لغات تطوير الويب. يتضمن محتوى الدروس والمراجع المتعلقة بلغة لغة ترميز النص الفائق، صفحات الطرز المتراصة، جافا سكريبت، بي إتش بي، إس كيو إل، بوتستراب وجي كويري ويستقبل الموقع أكثر من 60 مليون زائر شهرياً.
تصل شهرة موقع دبليو ثري سكولز إلى العالمية، بسبب سهولة الشرح والمرونة، مع محاولة توضيح الأفكار بإضافة الأمثلة العملية (أمثلة المحاكاة) باستخدام المحرر ليتمكن المتدرب من تطبيق ما تعلمه بشكل فعلي ومشاهدة النتائج، ومعرفة أماكن الخطأ وإمكانية تصحيحها.
أنشئ الموقع في عام 1998، ويستمد إسمه من شبكة عنكبوتية عالمية، ولكن الموقع لا ينتمي لـW3C (رابطة الشبكة العالمية). دبليو ثري سكولز يقدم الآلاف من أمثلة التعليمات البرمجية. باستخدام محرر على الإنترنت، يمكن للقراء تحرير الأمثلة وتنفيذ التعليمات البرمجية في ملعب (برمجة).

## الميزات
على الصفحة، يتم عرض أمثلة التعليمات البرمجية المصدر مع التفسيرات مجانًا باللغة الإنجليزية، والتي يمكن أيضًا تحريرها وتنفيذها بشكل تفاعلي في محرر مباشر. يتم إخفاء عناصر التعليمات البرمجية المهمة الأخرى بحيث يمكن للمستخدم التركيز على الكود المعروض (وضع الحماية للمطور). يتم تقسيم الدروس إلى فصول فردية حول لغات التطوير التي يمكنك الاختيار من بينها. بالإضافة إلى الأساسيات، وبعض التكنولوجيات المتقدمة (على سبيل المثال HTML5 أو الأطر والمكتبات برنامج)، وخيارات وأمثلة التنفيذ المتعلقة بالرسومات أو التطبيقات، بالإضافة إلى التركيز على العناصر الفردية للغة البرمجة (ما يسمى ب «المراجع») يمكن تعلمها والبحث عنها وتجربتها. هناك أيضًا قناة على YouTube تتناول وتشرح موضوعات معينة في تطوير الويب ومنتدى على الإنترنت.

## اللغات البرمجية المدعومة
- شرح لغة ترميز النص الفائق أو ما يعرف بـ «اتش تي ام ال».[4][5]
  - هي لغة ترميز تستخدم في توصيف وتنظيم ومعالجة النصوص وكيفية عرضها للمستخدم. تستخدم في تصميم وإنشاء صفحات الويب والمواقع الإلكترونية. تقوم بإعلام المتصفح بكيفية عرض محتويات الصفحة عن طريق ما يسمّى بـ الوسوم " tags ". لغة سهلة ومرنة في التعامل سواء من جانب المطوِّر أو المتصفح. HTML اختصاراً لـ (Hyper Text Markup Language) وتعني لغة ترميز النص التشعبي. اللغة الأكثر شعبية واستخدام في تطوير صفحات الويب. لغة HTML ليست لغة عشوائية، HTML لغة معيارية والمسؤول عن وضع المعايير الخاصة بها هي جمعية W3C اختصارا لـ World wide web consortium وهي المصمم والمطور لها.[6]
- شرح لغة تنسيق الصفحات المتتالية أو ما يعرف بـ «سي اس اس».[7]
  - CSS اختصاراً لـ " Cascading Style Sheets " وتعني صفحات الأنماط المتتالية - فهي تستخدم نفس الأكواد لجميع الصفحات المتتالية داخل نفس الموقع تنطق سي إس إس. تستخدم في تنسيق صفحات المواقع الإلكترونية. لاتعد السي إس إس لغة برمجة (كما الـ HTML). وهي ليست لغة ترميزية  — فهي لغة أنماط (تصميم). توفر الكثير من الوقت «تصميم واحد لجميع الصفحات بدلاً من عمل تصميم لكل صفحة داخل الموقع».[8]
- شرح لغة برمجة المواقع - جافا سكربت
- شرح لغة برمجة المواقع - بي اتش بي
- شرح قاعدة بيانات - إس كيو إل «سيكوال»
- شرح لغة البرمجة - بايثون
- شرح لغة برمجة التطبيقات - جافا
- شرح لغة برمجة التطبيقات - سي بلس بلس
- شرح لغة برمجة التطبيقات - سي شارب
- شرح مكتبة تطوير مواقع الويب - بوتستراب
- شرح مكتبة تطوير مواقع الويب - جى كويري
- شرح لغة البرمجة - إكس إم إل[9]